# Hubert Petersmann

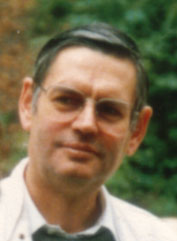
Hubert Petersmann, 1989

Hubert Petersmann (* 20. August 1940 in Klagenfurt; † 31. Januar 2001 in Heidelberg) war ein deutsch-österreichischer Altphilologe.

## Leben
Nach seiner Reifeprüfung am Bundesgymnasium in Klagenfurt studierte er ab dem Wintersemester 1959/1960 Anglistik und Klassische Philologie an der Universität Wien. Nebenbei belegte er die Fächer Romanistik, Indogermanistik und Vergleichende Sprachwissenschaft. Zu seinen Lehrern zählen die Klassischen Philologen Walther Kraus, Albin Lesky und Rudolf Hanslik. Im Jahr 1964 absolvierte er eine Magister- und Lehramtsprüfung. Petersmann wurde im Dezember 1965 mit der Arbeit Plautus Stichus. Einleitung, Text und Kommentar (publiziert 1973 im C.-Winter-Verlag Heidelberg) promoviert.
Nach Lehrtätigkeit in England und an Gymnasien in Österreich wurde er zum Wintersemester 1968/1969 Universitätsassistent für Klassische Philologie an der Universität Wien bei Hans Schwabl (Gräzistik). Im Juli 1969 heiratete er seine Studienkollegin Dr. Astrid Mahr. Im Jahre 1976 habilitierte er sich mit einer Arbeit Petrons urbane Prosa. Untersuchungen zu Sprache und Text an der Universität Wien (publiziert 1977). Von 1976 bis 1981 war er Universitätsdozent am Seminar für Klassische Philologie an der Universität Wien. Im Jahre 1981 erfolgte ein Ruf als Ordinarius für Klassische Philologie an die Ruprecht-Karls-Universität Heidelberg (Nachfolge Viktor Pöschl) mit den Schwerpunkten Lateinische und Griechische Sprachwissenschaft.
Petersmann war Gastprofessor an den Universitäten Budapest, Catania, Neapel und Basel sowie Visiting Fellow am Corpus Christi College, Cambridge (UK) und Honorary Research Fellow am Institute for Advanced Studies in The Humanities an der Universität Edinburgh. Von 1996 bis 1998 war er Dekan der Fakultät für Orientalistik und Altertumswissenschaften an der Universität Heidelberg. Am 31. Januar 2001 starb Petersmann in Heidelberg plötzlich auf dem Weg vom Eröffnungsvortrag eines Heidelberger Graduiertenkollegs zu einer Vorlesung an einem Herzinfarkt. Sein Grab befindet sich in Klagenfurt.

## Wirkung
Im Heidelberger Universitätsseminar der Klassischen Philologie machte er sich besonders verdient um Auf- und Ausbau eines sprachwissenschaftlichen Studienschwerpunkts. Dabei gelangte er über die sprachwissenschaftliche Untersuchung umgangssprachlicher und dialektaler Phänomene zur Textkritik und Interpretation. Zudem trug er im Wesentlichen zur Internationalisierung seines Studienfachs bei. In seiner Forschung beschäftigte er sich mit der Sprachgeschichte der griechischen Koine und der lateinischen Sprache, vor allem ihrer gesprochenen Form von der archaischen Epoche bis zur Romania. In der klassischen Philologie erarbeitete Petersmann methodisch durch die Kombination von antiker Religionswissenschaft und Sprachwissenschaft (Etymologie) neue Erkenntnisse und klärte einige wichtige Fragestellungen. In der Literaturwissenschaft forschte er über Homer und die griechischen Tragödien. Sein persönliches Interesse galt außerdem den Fragen der Keltologie und den Studien von altindischen (Sanskrit) sowie hethitischen Texten.

## Herausgeber
Petersmann war tätig als Herausgeber der
- Bibliothek der klassischen Altertumswissenschaften, C. Winter-Verlag Heidelberg, ab Bd. 77, 1986–2000.
- Lustrum – Internationale Forschungsberichte aus dem Bereich des Klassischen Altertums, Vandenhoeck & Ruprecht, Göttingen (zusammen mit H. Gärtner, Regensburg), 1986–2000.
- Variolingua. Nonstandard – Standard – Substandard, ab 1996 (zusammen mit J. Albrecht, N. Cartagena, B. Glauser u. a.). Peter Lang – Europ. Verlag der Wissenschaften, Frankfurt am Main.

## Werke
- T. Maccius Plautus, Stichus. Einleitung, Text, Kommentar. Universitätsverlag C. Winter, Heidelberg 1973, ISBN 3-533-02237-4.
- Petrons urbane Prosa. Untersuchungen zu Sprache und Text (Syntax) (=  Sitzungsberichte der Österreichischen Akademie der Wissenschaften, phil.-hist. Klasse. Band 323). Wien 1977, ISBN 3-7001-0223-2.
- mit Astrid Petersmann: Republikanische Zeit I: Poesie (= Die römische Literatur in Text und Darstellung. Band 1). Philipp Reclam jun., Stuttgart 1991, ISBN 3-15-008066-5.
- Lingua et Religio. Ausgewählte Kleine Schriften zur antiken Religionsgeschichte auf sprachwissenschaftlicher Grundlage. Herausgegeben von Bernd Hessen. Vandenhoeck & Ruprecht, Göttingen 2002, ISBN 3-525-25231-5 (mit einer ausführlichen Bibliographie)
- R. Herzog, P. L. Schmidt (Hrsg.): Handbuch der lateinischen Literatur der Antike. 1. Band: Die archaische Literatur: Von den Anfängen bis Sullas Tod. Die vorliterarische Periode und die Zeit von 240 bis 78 v. Chr. Hrsg. von W. Suerbaum. Unter Mitarbeit von: Jürgen Blänsdorf, Eckard Lefèvre, Detlef Liebs, Hubert und Astrid Petersmann, Gerhard Radke, Ekkehard Stärk, Werner Suerbaum. C. H. Beck, München 2002, ISBN 3-406-48134-5.